# Полночь в Санкт-Петербурге
«Полночь в Санкт-Петербурге» (англ. Midnight in Saint Petersburg) — шпионский фильм 1995 года канадского режиссёра Дугласа Джексона.
Второй фильм с Майклом Кейном в роли детектива Гарри Палмера из книг Лена Дайтона, продолжение первого фильма «Экспресс до Пекина».

## Сюжет
Чудом оставшись в живых после приключений первого фильма, бывший агент британских спецслужб Гарри Палмер выйдя на пенсию открывает в России частное сыскное бюро вместе с бывшими сотрудниками КГБ Николаем Петровым и Градским и бывшим агентом ЦРУ Крейгом. Его команду некто неизвестный нанимает для розыска партии плутония, украденного у российского правительства. Следы ведут в Санкт-Петербург, где Гарри в прошлом фильме уже нажил себе врагов в лице главарей русской мафии Юрия и Алексея Алесеевича. Одновременно бандиты похищают невесту Николая Петрова балерину Татьяну, чтобы оказать давление на её отца, главного куратора Эрмитажа, чтобы помочь украсть ценные произведения искусства. Два дела переплетаются в одно…

## В ролях
- Майкл Кейн — Гарри Палмер
- Джейсон Коннери — Николай Петров
- Таня Джексон — Татьяна Заварзина, балерина
- Мишель Берк — Бренди, журналистка
- Лев Прыгунов — Градский
- Майкл Саразин — Крейг
- Ольга Анохина — Грета
- Миа Сара — Наташа
- Юрий Петров — Корников, генерал милиции
- Анатолий Давыдов — Юрий, главарь русской мафии
- Майкл Гэмбон — Алексей Алексеевич
- Евгений Жариков — Фёдор Заварзин, директор Эрмитажа, отец Татьяны
- Вера Быкова-Пижель — Мария Заварзина, мать Татьяны
- Владимир Ерёмин — Борис, курьер с плутонием
- Джон Данн-Хилл — Луис, осведомитель
- Серж Уд — Вестри
- Власта Врана — Ханц Шрейбер
- Габриэль Воробьёв — шофёр-курьер
- Александр Завьялов — бандит
- Анатолий Сливников — бандит
- Константин Анисимов — мафиози
- Анатолий Рудаков — мафиози
- Шерхан Абилов — китайский торговец

## Критика
«Полночь в Санкт-Петербурге» — слабый фильм, насыщенный диалогами, наполненный экспозицией, драма, которая недостаточно интригует, чтобы привлечь вас. Возможно, те, кто провел время в Санкт-Петербурге, могли бы получить удовольствие от различных сцен, снятых среди его старых зданий, но это все, что может дать этот фильм.
Оригинальный текст (англ.) "Midnight in Saint Petersburg" is a weak movie, a dialogue heavy, exposition filled drama which fails to be intriguing enough to draw you in. Maybe those who have spent time in Saint Petersburg might get pleasure out of various scenes shot amongst its old buildings but that is as good as it gets. 
— The Movie Scene